# Stefan Holm
Stefan Christian Holm (Forshaga, 25 maggio 1976) è un ex altista svedese.
In carriera è stato campione olimpico ad Atene 2004, quattro volte campione mondiale indoor (2001, 2003 e 2004) e campione europeo, sempre indoor, nel 2005 e nel 2007. Il suo personale è di 2,40 m al coperto e di 2,37 m all'aperto.

## Biografia
Allenato dal padre, Holm inizialmente giocava a calcio. Dice di essersi appassionato al salto in alto quando aveva 8 anni, dopo aver visto le prestazioni di Patrik Sjöberg. A partire dal 1991 si dedicò completamente al salto in alto. La prima competizione in cui si mise in luce fu Sydney 2000, in cui fu quarto con 2,32 metri a 24 anni. Nel 2001 a Lisbona fu campione del mondo al coperto con 2,32 metri. Nel 2002 fu due volte argento europeo: al coperto a Vienna fu battuto dal connazionale Staffan Strand ed all'aperto a Monaco di Baviera dal russo Yaroslav Rybakov.
Nel 2003 bissò il titolo mondiale indoor, vincendo a Birmingham su Rybakov, mentre nella rassegna iridata all'aperto a Parigi fu argento dietro al sudafricano Jacques Freitag.
Il 2004 è stato il suo anno migliore, col terzo titolo mondiale indoor consecutivo e la vittoria olimpica. Nel 2004 ha anche ricevuto la Medaglia d'oro dello Svenska Dagbladet, il premio assegnato dal quotidiano Svenska Dagbladet al miglior sportivo svedese dell'anno. Nel 2005 vinse gli europei indoor a Madrid ed era così il favorito per i mondiali di Helsinki. Una prova deludente lo relegò però al settimo posto in una gara in cui il vincitore, l'ucraino Yuriy Krymarenko, fu l'unico a superare i 2,32 metri: Holm aveva stabilito come altri sei atleti 2,29 metri ma aveva fatto più errori di cinque di loro.
Nel 2006 giocava "in casa" agli europei di Göteborg, ma ha fallito l'appuntamento con l'oro finendo solo terzo in una gara che ha visto la vittoria del russo Andrey Silnov. S'è preso la rivincita nel 2007 nella rassegna continentale al coperto, ancora a Birmingham, vincendo la medaglia d'oro. Sempre nel 2007 ha fallito ancora una volta, da favorito, il titolo mondiale, finendo solo quarto con 2,33 metri, dietro al bahamense Donald Thomas (oro), a Rybakov (argento) ed al cipriota Kyriakos Iōannou (bronzo) che hanno tutti e tre segnato 2,35 metri.
S'è riscattato l'8 marzo 2008 vincendo il suo quarto titolo mondiale indoor a Valencia in un'avvincente sfida con Rybakov. Holm ha rischiato l'eliminazione a 2,27 metri, superando i 2,30 m alla terza prova; poi non ha più sbagliato fino a 2,34 metri, misura passata da Rybakov alla seconda prova. Holm ha deciso quindi, senza aver superato tale misura, di passare a 2,36 m, altezza alla quale ha subito superato l'asticella. Rybakov non è riuscito a rispondere e Holm, dopo aver provato senza successo a migliorare il suo primato personale (tre errori a 2,41 metri), ha ottenuto il suo quarto titolo mondiale al coperto. Dietro a lui e Rybakov, sono giunti terzi a pari merito Kyriakos Ioannou e lo statunitense Andra Manson, che hanno entrambi superato la misura di 2,30 metri.
Il 13 settembre 2008 ha chiuso la carriera classificandosi secondo alle finali mondiali di atletica di Stoccarda, battuto da Andrey Silnov in un'emozionante sfida. Silnov ha fatto segnare 2,35 m contro 2,33 m di Holm, il quale ha fallito per un soffio i due tentativi a 2,37 m, che gli erano rimasti dopo che aveva commesso un errore alla prima prova a 2,35 m.

## Palmarès
| Anno | Manifestazione  | Sede             | Evento        | Risultato | Prestazione | Note |
| ---- | --------------- | ---------------- | ------------- | --------- | ----------- | ---- |
| 1993 | Europei U20     | San Sebastián    | Salto in alto | 11º       | 2,06 m      |      |
| 1994 | Mondiali U20    | Lisbona          | Salto in alto | 7º        | 2,10 m      |      |
| 1995 | Europei U20     | Nyíregyháza      | Salto in alto | 6º        | 2,17 m      |      |
| 1997 | Mondiali indoor | Parigi           | Salto in alto | 8º        | 2,25 m      |      |
| 1998 | Europei indoor  | Valencia         | Salto in alto | 19º       | 2,20 m      |      |
| 1998 | Europei         | Budapest         | Salto in alto | 7º        | 2,27 m      |      |
| 1999 | Mondiali indoor | Maebashi         | Salto in alto | 6º        | 2,25 m      |      |
| 1999 | Universiadi     | Palma di Maiorca | Salto in alto | 4º        | 2,25 m      |      |
| 1999 | Mondiali        | Siviglia         | Salto in alto | 10º       | 2,25 m      |      |
| 2000 | Europei indoor  | Gand             | Salto in alto | 4º        | 2,32 m      |      |
| 2000 | Giochi olimpici | Sydney           | Salto in alto | 4º        | 2,32 m      |      |
| 2001 | Mondiali indoor | Lisbona          | Salto in alto | Oro       | 2,32 m      |      |
| 2001 | Mondiali        | Edmonton         | Salto in alto | 4º        | 2,30 m      |      |
| 2002 | Europei indoor  | Vienna           | Salto in alto | Argento   | 2,30 m      |      |
| 2002 | Europei         | Monaco           | Salto in alto | Argento   | 2,29 m      |      |
| 2003 | Mondiali indoor | Birmingham       | Salto in alto | Oro       | 2,35 m      |      |
| 2003 | Mondiali        | Saint-Denis      | Salto in alto | Argento   | 2,32 m      |      |
| 2004 | Mondiali indoor | Budapest         | Salto in alto | Oro       | 2,35 m      |      |
| 2004 | Giochi olimpici | Atene            | Salto in alto | Oro       | 2,36 m      |      |
| 2005 | Europei indoor  | Madrid           | Salto in alto | Oro       | 2,40 m      |      |
| 2005 | Mondiali        | Helsinki         | Salto in alto | 7º        | 2,29 m      |      |
| 2006 | Mondiali indoor | Mosca            | Salto in alto | 5º        | 2,30 m      |      |
| 2006 | Europei         | Göteborg         | Salto in alto | Bronzo    | 2,34 m      |      |
| 2007 | Europei indoor  | Birmingham       | Salto in alto | Oro       | 2,34 m      |      |
| 2007 | Mondiali        | Osaka            | Salto in alto | 4º        | 2,33 m      |      |
| 2008 | Mondiali indoor | Valencia         | Salto in alto | Oro       | 2,36 m      |      |
| 2008 | Giochi olimpici | Pechino          | Salto in alto | 4º        | 2,32 m      |      |